# Provinciale Statenverkiezingen 2019

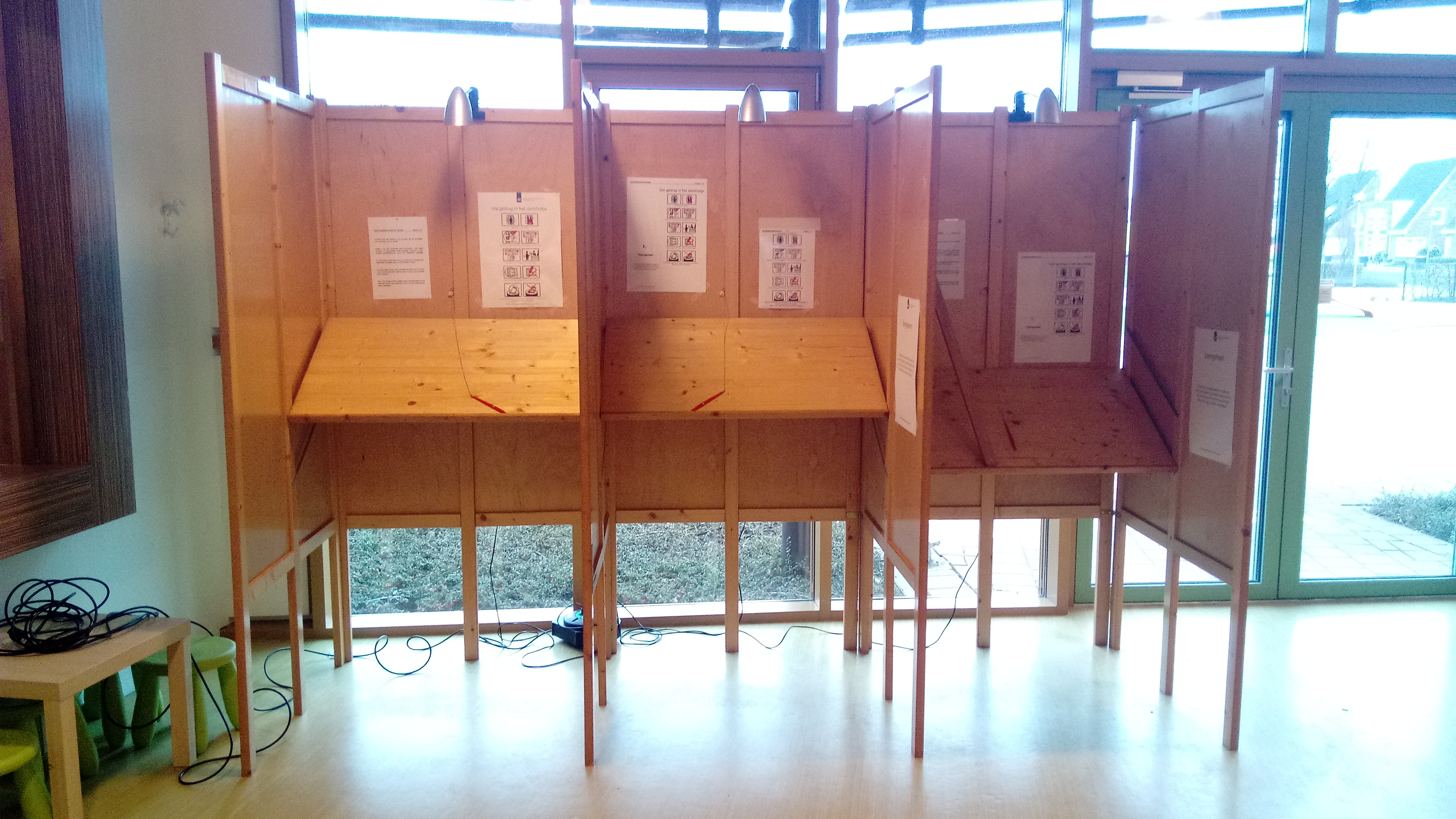
Stemhokjes voor de Provinciale Statenverkiezingen in Oude Pekela.

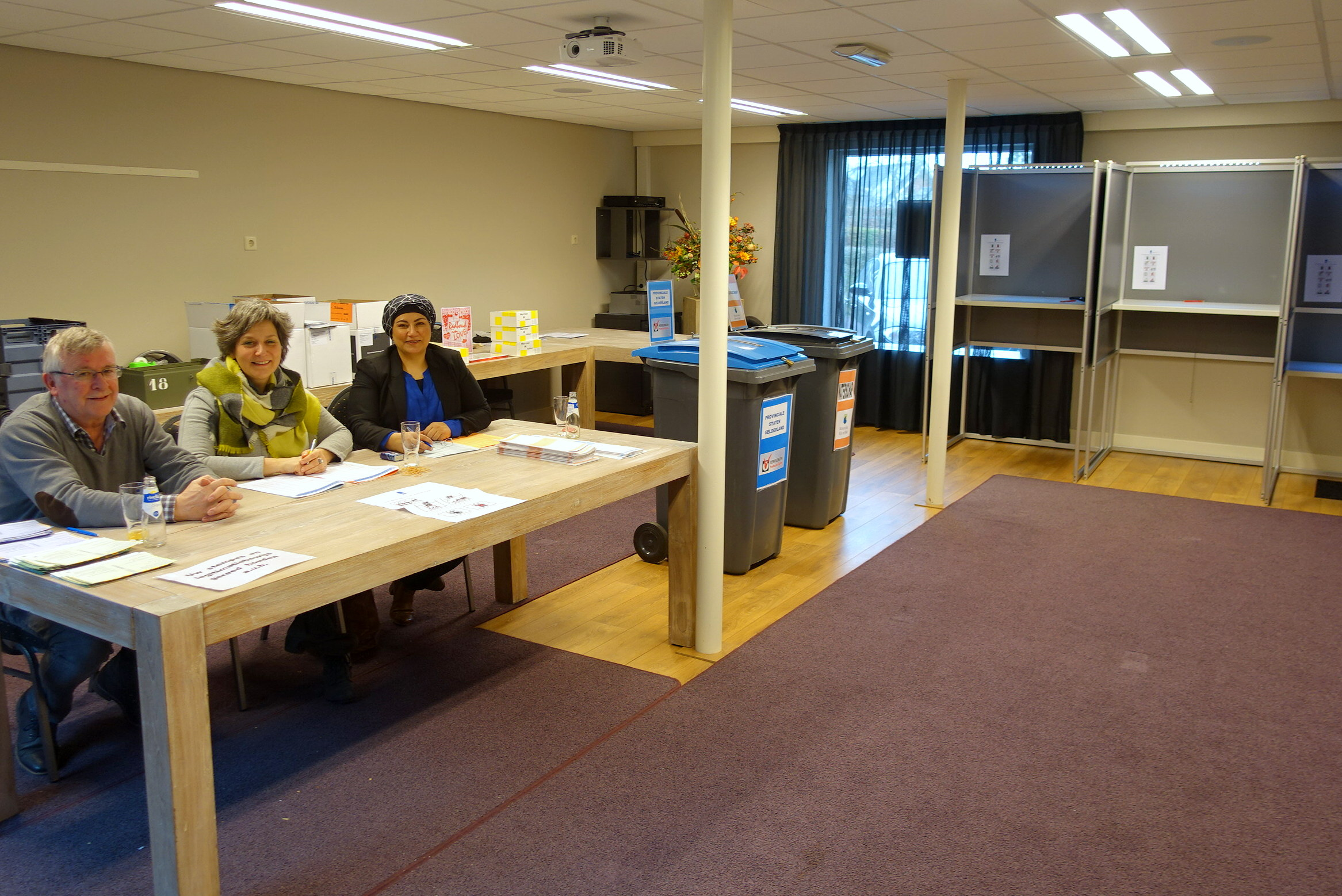
Stemlokaal in de gemeente Oude IJsselstreek in Gelderland

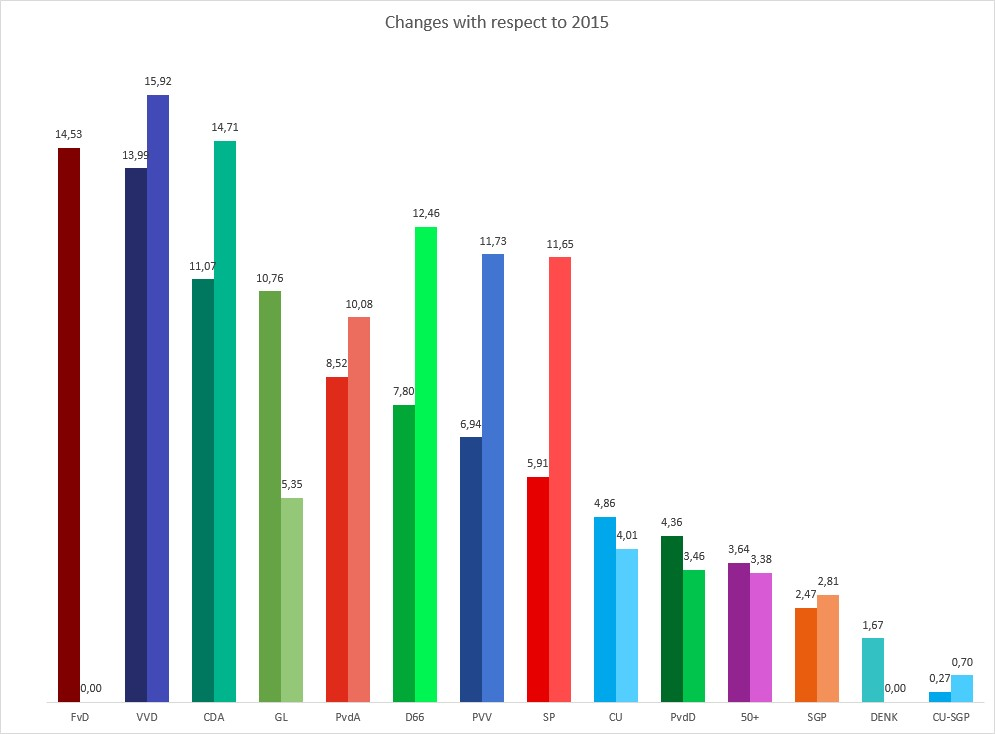
Verschil tussen 2019 en 2015

De Provinciale Statenverkiezingen 2019 waren Nederlandse verkiezingen die op 20 maart 2019 werden gehouden voor de leden van Provinciale Staten in de twaalf provincies.

## Aanloop
Om stemgerechtigd te zijn diende men de Nederlandse nationaliteit te hebben, op de dag van de stemming ten minste achttien jaar oud te zijn en op de dag van de kandidaatstelling te wonen in de provincie waarvoor de verkiezing plaatsvond. Nederlanders die in het buitenland woonden en niet ingeschreven stonden in een Nederlandse gemeente hadden geen stemrecht bij deze verkiezingen.
Ingezetenen van Caribisch Nederland met de Nederlandse nationaliteit kozen op dezelfde datum hun afgevaardigden voor de kiescolleges voor de Eerste Kamer.
Op dezelfde datum werden ook eilandsraadsverkiezingen en waterschapsverkiezingen gehouden.

## Uitslagen

### Opkomst (Nederland-totaal)
|                   | 2015       | 2015      | 2019       | 2019  |
| # stemmen         | %          | # stemmen | %          |       |
| ----------------- | ---------- | --------- | ---------- | ----- |
| Kiesgerechtigden  | 12.777.145 |           | 13.032.532 |       |
| Niet opgekomen    | 6.674.710  | 52,24     | 5.712.882  | 43,84 |
| Opkomst           | 6.102.435  | 47,76     | 7.319.650  | 56,16 |
| Ongeldige stemmen | 18.007     | 0,30      | 21.205     | 0,29  |
| Blanco stemmen    | 19.674     | 0,32      | 21.377     | 0,29  |
| Geldige stemmen   | 6.064.754  | 99,38     | 7.277.068  | 99,42 |

### Uitslagen per provincie naar partij
| Provincie       | Aantal zetels per partij | Aantal zetels per partij | Aantal zetels per partij | Aantal zetels per partij | Aantal zetels per partij | Aantal zetels per partij | Aantal zetels per partij | Aantal zetels per partij | Aantal zetels per partij | Aantal zetels per partij | Aantal zetels per partij | Aantal zetels per partij | Aantal zetels per partij | Aantal zetels per partij | Aantal zetels per partij |
| Provincie       | FVD                      | VVD                      | CDA                      | GL                       | PvdA                     | D66                      | PVV                      | SP                       | CU                       | SGP                      | PvdD                     | 50+                      | DENK                     | overig                   | totaal                   |
| --------------- | ------------------------ | ------------------------ | ------------------------ | ------------------------ | ------------------------ | ------------------------ | ------------------------ | ------------------------ | ------------------------ | ------------------------ | ------------------------ | ------------------------ | ------------------------ | ------------------------ | ------------------------ |
| Groningen       | 5                        | 4                        | 3                        | 6                        | 5                        | 3                        | 2                        | 4                        | 4                        | -                        | 1                        | 1                        | 0                        | 5                        | 43                       |
| Friesland       | 6                        | 4                        | 8                        | 3                        | 6                        | 2                        | 3                        | 2                        | 3                        | 0                        | 1                        | 1                        | 0                        | 4                        | 43                       |
| Drenthe         | 6                        | 6                        | 5                        | 4                        | 6                        | 2                        | 3                        | 3                        | 3                        | 0                        | 1                        | 1                        | 0                        | 1                        | 41                       |
| Overijssel      | 6                        | 6                        | 9                        | 5                        | 4                        | 3                        | 3                        | 3                        | 4                        | 2                        | 1                        | 1                        | 0                        | -                        | 47                       |
| Flevoland       | 8                        | 6                        | 3                        | 4                        | 3                        | 2                        | 4                        | 2                        | 3                        | 1                        | 2                        | 2                        | 1                        | 0                        | 41                       |
| Gelderland      | 8                        | 8                        | 7                        | 6                        | 5                        | 4                        | 3                        | 3                        | 4                        | 3                        | 2                        | 2                        | 0                        | 0                        | 55                       |
| Utrecht         | 6                        | 8                        | 5                        | 8                        | 4                        | 5                        | 2                        | 2                        | 4                        | 1                        | 2                        | 1                        | 1                        | 0                        | 49                       |
| Noord-Holland   | 9                        | 9                        | 4                        | 9                        | 6                        | 6                        | 3                        | 3                        | 1                        | -                        | 3                        | 1                        | 1                        | 0                        | 55                       |
| Zuid-Holland    | 11                       | 10                       | 4                        | 5                        | 4                        | 5                        | 4                        | 2                        | 3                        | 2                        | 2                        | 2                        | 1                        | 0                        | 55                       |
| Zeeland         | 5                        | 4                        | 7                        | 2                        | 4                        | 1                        | 2                        | 2                        | 2                        | 5                        | 1                        | 2                        | 0                        | 2                        | 39                       |
| Noord-Brabant   | 9                        | 10                       | 8                        | 5                        | 3                        | 5                        | 4                        | 5                        | 1                        | 1                        | 2                        | 2                        | 0                        | 1                        | 55                       |
| Limburg         | 7                        | 5                        | 9                        | 4                        | 3                        | 3                        | 7                        | 4                        | 0                        | -                        | 2                        | 1                        | 0                        | 2                        | 47                       |
| totaal          | 86                       | 80                       | 72                       | 61                       | 53                       | 41                       | 40                       | 35                       | 31                       | 14                       | 20                       | 17                       | 4                        | 15                       | 570                      |
| totaal          | 86                       | 80                       | 72                       | 61                       | 53                       | 41                       | 40                       | 35                       | 1                        |                          | 20                       | 17                       | 4                        | 15                       | 570                      |
| +/− t.o.v. 2015 | +86                      | −9                       | −17                      | +31                      | −10                      | −26                      | −26                      | −35                      | +2                       | −4                       | +2                       | +3                       | +4                       | 0                        | -                        |
| +/− t.o.v. 2015 | +86                      | −9                       | −17                      | +31                      | −10                      | −26                      | −26                      | −35                      | −1                       |                          | +2                       | +3                       | +4                       | 0                        | -                        |

Een "-" in de tabel betekent dat de betreffende partij bij de verkiezingen van 2019 in de betrokken provincie geen kandidatenlijst heeft ingediend.

## Eerste Kamerverkiezingen
De nieuw verkozen leden van Provinciale Staten en van de kiescolleges voor de Eerste Kamer kozen op 27 mei 2019 bij de Eerste Kamerverkiezingen een nieuwe Eerste Kamer.
Provinciale Statenverkiezingen zijn daarmee behalve provinciaal ook nationaal van belang.
1910 · 
1913 · 
1916 · 
1919 · 
1923 · 
1927 · 
1931 · 
1935 · 
1939 · 
1946 · 
1950 · 
1954 · 
1958 · 
1962 · 
1966 · 
1970 · 
1974 · 
1978 · 
1982 · 
1985 · 
1987 · 
1991 · 
1995 · 
1999 · 
2003 · 
2007 · 
2011 · 
2015 · 
2019 · 
2023